# Kåtnäs
Kåtnäs (samma namn används på finska) är en by i Närpes stad i Sydösterbotten i Finland. I Kåtnäs finns en förskola och en lågstadieskola (årskurs 1-6) som sedan 2010 är gemensam med Kalax (Kalax-Kåtnäs skola).